# 山田豊間根テレビ中継局
山田豊間根テレビ中継局（やまだとよまねテレビちゅうけいきょく）は、岩手県下閉伊郡山田町に置かれているテレビ中継局である。

## 所在地
- 山田町荒川

## 中継局概要

### デジタル放送
| リモコンキーID | 放送局名              | 物理チャンネル | 空中線電力 | ERP  | 放送対象地域 | 放送区域内世帯数 |
| 1              | NHK盛岡総合テレビ     | 22ch           | 1W         | 7.3W | 岩手県       | 約1400世帯       |
| 2              | NHK盛岡教育テレビ     | 24ch           | 1W         | 7.3W | 全国         | 約1400世帯       |
| 4              | TVIテレビ岩手         | 26ch           | 1W         | 7.3W | 岩手県       | 約1400世帯       |
| 5              | IAT岩手朝日テレビ     | 45ch           | 1W         | 7.3W | 岩手県       | 約1400世帯       |
| 6              | IBC岩手放送           | 32ch           | 1W         | 7.3W | 岩手県       | 約1400世帯       |
| 8              | mit岩手めんこいテレビ | 38ch           | 1W         | 7.3W | 岩手県       | 約1400世帯       |

- 2010年9月28日に予備免許交付、10月中旬から試験放送開始、11月11日に本免許交付、11月15日から本放送開始。
- 平成新局である岩手めんこいテレビと岩手朝日テレビは、当初デジタル中継局の置局予定が無かったが、デジタル新局として開局した。

### アナログ放送
| 放送局名          | チャンネル | 空中線電力        | ERP               | 放送対象地域 | 放送区域内世帯数 |
| NHK盛岡教育テレビ | 28ch       | 映像3W /音声750mW | 映像24W /音声6.1W | 全国         | 不明             |
| NHK盛岡総合テレビ | 30ch       | 映像3W /音声750mW | 映像24W /音声6.1W | 岩手県       | 不明             |
| TVIテレビ岩手     | 34ch       | 映像3W /音声750mW | 映像24W /音声6.1W | 岩手県       | 不明             |
| IBC岩手放送       | 36ch       | 映像3W /音声750mW | 映像24W /音声6.1W | 岩手県       | 不明             |

- アナログ放送は、2012年3月31日で停波。

## 放送エリア・その他
- 当中継局は、山田町豊間根地区をカバーしている。
- 平成新局であるmit岩手めんこいテレビとIAT岩手朝日テレビは当地に中継局を置いていないため、宮古中継局や山田中継局などを受信する事になる。
- 尚、デジタルテレビ放送については、非該当の予定だったため、2012年3月31日のアナログテレビ放送終了時に廃局となる予定だったが、2010年11月1日にデジタル中継局が開局した。